# Kathy Rinaldi
Kathy Rinaldi-Stunkel (Stuart, 24 marzo 1967) è un'allenatrice di tennis ed ex tennista statunitense.

## Biografia
Ha raggiunto la settima posizione al mondo in singolare il 26 maggio 1986 mentre per quanto riguarda il doppio salì fino alla tredicesima l'8 febbraio 1993.
Durante il Torneo di Wimbledon 1981 stabilì il nuovo record di precocità per il torneo londinese, scese in campo a 14 anni e 91 giorni vincendo l'incontro d'esordio, tale primato venne superato per un giorno dalla connazionale Jennifer Capriati a Wimbledon 1990.
È avanzata fino alla semifinale di Wimbledon 1985 dove si è arresa alla numero uno al mondo Chris Evert, vanta anche due quarti di finale sulla terra del Roland Garros nel 1981 e 1986. Ha vinto tre titoli in singolare e due nel doppio femminile.
Ha fatto parte della squadra statunitense in Wightman Cup tra il 1983 e il 1986 vincendo tre titoli, terminata la carriera da giocatrice le è stato assegnato il ruolo di capitano della squadra statunitense di Fed Cup a partire dal 2016.
Si sposò con Brad Stunkel l'11 dicembre 1993 e sul finale di carriera scese in campo con il doppio cognome Rinaldi-Stunkel.

## Statistiche

### Singolare

#### Vittorie (3)
| Numero | Anno | Torneo                                  | Superficie    | Avversaria in finale | Punteggio        |
| 1.     | 1981 | Borden Classic, Kyoto                   | Cemento       | Julie Harrington     | 6–1, 7–5         |
| 2.     | 1984 | WTA New Jersey, Mahwah                  | Cemento       | Steffi Graf          | 6–4, 3–6, 6–4    |
| 3.     | 1986 | Virginia Slims of Arkansas, Little Rock | Sintetico (i) | Natasha Zvereva      | 6–4, 6(7)–7, 6–0 |

### Doppio

#### Vittorie (2)
| Numero | Anno | Torneo                               | Superficie  | Compagna          | Avversarie in finale             | Punteggio     |
| 1.     | 1991 | Virginia Slims of Houston, Houston   | Terra rossa | Jill Hetherington | Patty Fendick Mary Joe Fernández | 6–1, 2–6, 6–1 |
| 2.     | 1991 | Cymbiotika San Diego Open, San Diego | Cemento     | Jill Hetherington | Gigi Fernández Nathalie Tauziat  | 6–4, 3–6, 6–2 |

## Riconoscimenti
- Most Impressive Newcomer, 1981[4]
- Comeback player of the year, 1989